# Бир-эль-Максур
Бир-эль-Максу́р (араб. بير المكسور‎ ивр. ביר אל-מכסור‎) — арабская бедуинская деревня в северном округе Израиля, расположенная рядом с Шефарамом. Имеет статус местного совета с 1990 года.

## История
Деревня Бир-эль-Максур была заселена бедуинами в рамках программы властей Израиля по навязанию бедуинским кочевникам оседлый образ жизни.
Жители деревни относятся к племени Араб-эль-Хаджират.
Название деревни означает «сломанный колодец» в честь колодца, расположенного вблизи деревни. В 1945 был построен в деревне первый дом. В 1975 году деревню признали власти.

## Население
По данным Центрального статистического бюро Израиля, население на начало 2020 года составляло 9 522 человека.
Большинство населения являются мусульманами. Общий прирост населения составляет 2,7 %. На каждых 1000 мужчин приходится 972 женщины.
В деревне 3 школы, в которых учатся всего 2 091 учеников, из них 1 151 в младших классах и 940 в старших классах. В среднем, в одном классе учится 31 ученик.

## Транспорт
К югу от деревни проходит Шоссе 79
К 2028 году через деревню пройдет Легкорельсовая транспортная система Хайфа – Нацерет.